# Spanischer Wacholder
Der Spanische Wacholder (Juniperus thurifera) auch Weihrauch-Wacholder ist eine Pflanzenart aus der Gattung der Wacholder (Juniperus) in der Familie der Zypressengewächse (Cupressaceae).

## Beschreibung

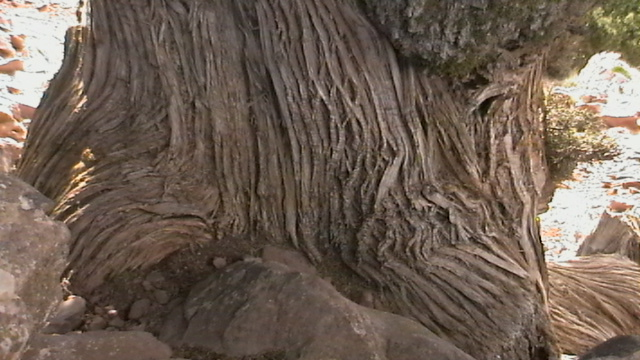
Borke von Juniperus thurifera var. thurifera

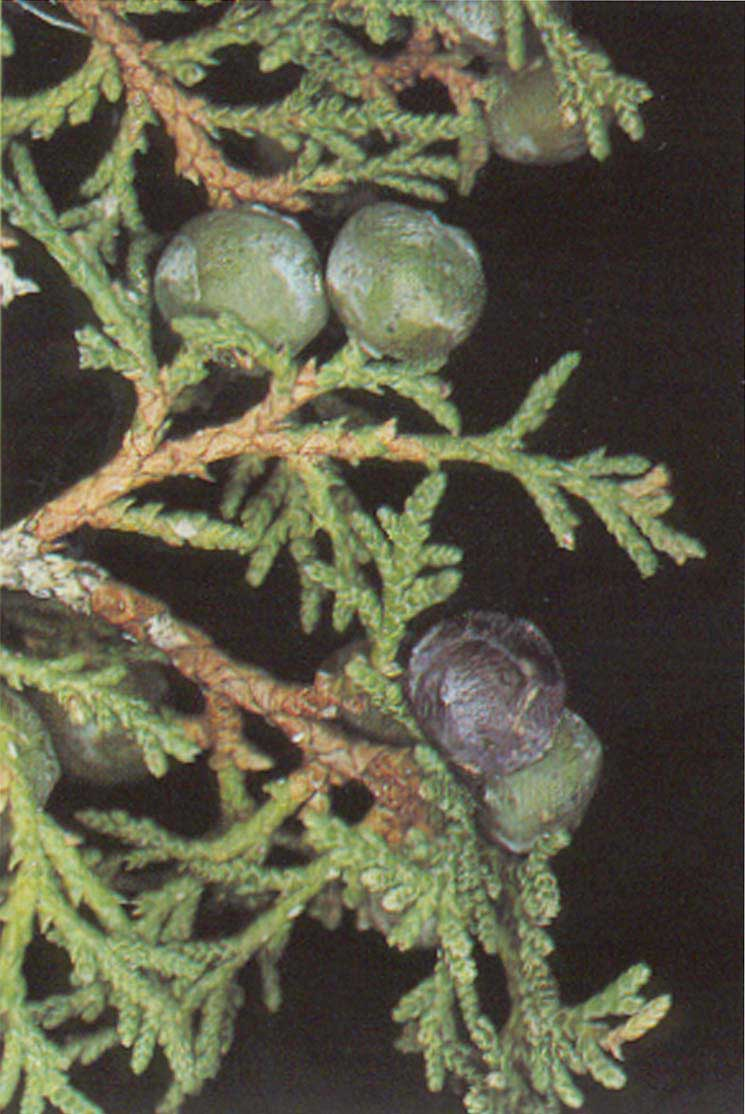
Blattwerk mit Zapfen von Juniperus thurifera var. thurifera

### Vegetative Merkmale
Der Spanische Wacholder wächst als immergrüner Strauch oder als Baum, der Wuchshöhen bis zu 20 Meter erreicht. Die Baumkrone ist bei jungen Bäumen pyramidenförmig angelegt und entwickelt sich später zu einem breiten, runden, oft unregelmäßigen Habitus. Dieser Wacholder bildet sich entweder einstämmig mit bis zu 200 Zentimeter Brusthöhendurchmesser oder mehrstämmig aus; die Astbildung erfolgt oft in Bodennähe. Die ursprünglich dünne, dunkelbraune Borke verwittert hell- oder graubraun und löst sich in verflochtenen Streifen oder in langen Platten vom Stamm. Die dicht angeordneten Hauptäste zweigen abstehend oder aufsteigend ab. Die viereckigen, zweizeilig angeordneten Astzweige erreichen einen Durchmesser von etwa 1–1,3 Millimeter.
Die Blätter sind kreuzgegenständig angeordnet. Die Blattränder sind glatt ganzrandig oder leicht gezähnt. Es werden sowohl 3–6 Millimeter lange nadelförmige Blätter auf juvenilen Pflanzen und jungen Zweigen älterer Exemplare als auch schuppenförmige Blätter ausgebildet. Diese sind mit einer Länge von 1,3 bis 2,7 Millimeter und einer Breite von 0,7 bis 1 Millimeter auf den äußeren, jüngeren Zweigen kleiner als mit einer Länge von bis zu 8–10 Millimeter und einer Breite von bis zu 2,5 Millimeter auf älteren Zweigen.

### Generative Merkmale
Juniperus thurifera ist zweihäusig getrenntgeschlechtig diözisch. Die endständigen, fast kugelförmigen, 2–3 Millimeter langen Pollenzapfen stehen einzeln, sind gelbgrün und später hellbraun gefärbt. Die ebenfalls endständigen, fast kugeligen Samenzapfen sind unreif grünlich-purpurn, im vollreifen Zustand dunkelpurpurn gefärbt. Die Samenzapfen reifen im zweiten Jahr.

## Vorkommen
Das Verbreitungsgebiet des Spanischen Wacholders reicht von Korsika über die Alpen des südlichen Frankreich, den Gebirgen des nördlichen, südlichen und östlichen Spanien bis in das Atlasgebirge Marokkos und Algeriens. Er besiedelt in Spanien Kalkböden und im Atlasgebirge felsige Umgebungen in Höhenlagen zwischen 300 und 2.400 (maximal bis zu 3.300) Meter.

## Systematik

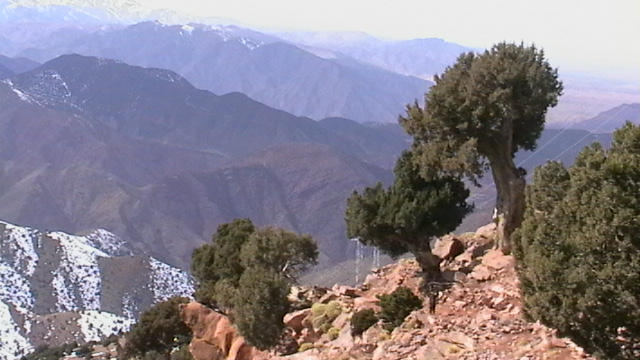
Juniperus thurifera var. africana im Hohen Atlas, Marokko

Der Spanische Wacholder Juniperus thurifera L. wird in der Familie der Zypressengewächse (Cupressaceae) innerhalb der Gattung Juniperus in der Sektion (oder Untergattung) Sabina geführt. Er wurde 1753 von Carl von Linné in Species Plantarum erstveröffentlicht. Als Synonyme werden unter anderen Juniperus hispanica Mill., Juniperus bonatiana Vis., Juniperus cinerea Carrière, Juniperus gallica (Coincy) Rouy und Juniperus africana (Maire) Villar angeführt.
Es werden zwei Varietäten genannt:
- Juniperus thurifera L. var. thurifera in Südfrankreich inklusive Korsika und Spanien mit 8–12 Millimeter großen Samenzapfen und meist zwei bis vier (ein bis fünf) Samen per Zapfen
- Juniperus thurifera L. var. africana Maire in Marokko und Algerien mit 7–8 Millimeter großen Samenzapfen und ein (zwei oder selten drei) Samen per Zapfen. Diese Varietät wird von anderen Quellen lediglich als Synonym für Juniperus thurifera L. geführt[1].

## Gefährdung und Schutzmaßnahmen
Juniperus thurifera var. thurifera ist in seinen Verbreitungsgebieten häufig und erscheint außer durch Ziegenverbiss der jungen Pflanzen nicht gefährdet. Die IUCN führt diesen Wacholder in ihrer Roten Liste gefährdeter Arten dementsprechend mit „Least Concern“. Die Varietät Juniperus thurifera var. africana gilt durch Ziegenverbiss und zunehmende Wüstenbildung in seinen Habitaten als gefährdet.
Die spanischen Bestände werden mit der Fauna-Flora-Habitat-Richtlinie (FFH-RL) Nr. 92/43/EWG in der aktualisierten Fassung vom 1. Januar 2007 der Europäischen Union, Anhang 1 durch geforderte Schutzgebietausweisungen, denen Wacholderarten angehören, geschützt.